# Кингстон-авеню (линия Истерн-Паркуэй, Ай-ар-ти)
| Верхний ярус          |
| \| э \| \| л \| \| \| |
| э                     |
| л                     |
|                       |

| э |
| л |
|   |

| Нижний ярус           |
| \| э \| \| л \| \| \| |
| э                     |
| л                     |
|                       |

| э |
| л |
|   |

| Верхний ярус          |
| \| э \| \| л \| \| \| |
| э                     |
| л                     |
|                       |

| э |
| л |
|   |

| Нижний ярус           |
| \| э \| \| л \| \| \| |
| э                     |
| л                     |
|                       |

| э |
| л |
|   |

«Кингстон-авеню» (англ. Kingston Avenue) — станция Нью-Йоркского метрополитена, расположенная на линии Истерн-Паркуэй, Ай-ар-ти. Станция находится в Бруклине, в округе Краун Хайтс, на пересечении Кингстон-авеню и Истерн-паркуэя. На станции останавливаются маршруты: 2 (часть рейсов в часы пик в пиковом направлении), 3 (круглосуточно, кроме ночи) и 4 (ночью). Станцию проходят без остановки маршруты 4 (круглосуточно, кроме ночи) и 5 (часть рейсов в часы пик в пиковом направлении).
Станция является двухуровневой: на верхнем уровне идут поезда в направлении Нью-Лотс-авеню, на нижнем — в сторону Манхэттена. На обоих уровнях платформами оборудованы только южные, локальные, пути, в то время как по северным, экспресс-путям, следуют поезда маршрутов линии Лексингтон-авеню всегда, кроме ночи, и не останавливаются на станции.